# آنگاممانا
آنگاممانا (به لاتین: Angammana) یک منطقهٔ مسکونی در سری‌لانکا است که در استان مرکزی (سری‌لانکا) واقع شده‌است.